# Camarophyllopsis lacunaris
Camarophyllopsis lacunaris är en svampart som beskrevs av Bizio & Contu 2004. Camarophyllopsis lacunaris ingår i släktet Camarophyllopsis och familjen Hygrophoraceae.   Inga underarter finns listade i Catalogue of Life.